# کارلا نیتو
کارلا نیتو (انگلیسی: Karla Nieto؛ زادهٔ ۹ ژانویهٔ ۱۹۹۵) بازیکن فوتبال اهل مکزیک است.

وی همچنین در تیم‌های ملی فوتبال Mexico women's national under-20 football team و زنان مکزیک بازی کرده‌است.